# Etheostoma
Etheostoma rod malenih slatkovodnih riba porodice Percidae (grgeči), red Perciformes (grgečke). Mnoge vrste žive u Sjevernoj Americi, SAD, Kanada i Meksiko. 
Prema R. J. F Smithu mnoge od njih mogu proizvesti kemijski alarmni signal Schreckstoff kako bi upozorile ostale ribe u slučaju napada grabežljivca. Rod obuhvaća 156 vrsta  a prvu među njima, Etheostoma blennioides, opisao je još 1819. Constantine Samuel Rafinesque.
- Etheostoma akatulo
- Etheostoma aquali
- Etheostoma blennioides
- Etheostoma camurum
- Etheostoma chermocki
- Etheostoma chienense
- Etheostoma colorosum
- Etheostoma etowahae
- Etheostoma flabellare
- Etheostoma fonticola
- Etheostoma forbesi
- Etheostoma fusiforme
- Etheostoma grahami
- Etheostoma histrio
- Etheostoma jessiae
- Etheostoma nianguae
- Etheostoma nigrum
- Etheostoma nuchale
- Etheostoma okaloosae